# Belgian International 2012
Das Belgian International 2012 im Badminton fand vom 13. bis zum 16. September 2012 in Leuven statt. Der Referee war Nicos Vladimirou aus Zypern. Das Preisgeld betrug 15.000 US-Dollar, wodurch das Turnier in das BWF-Level 4A eingeordnet wurde. Es gehörte zum BE Circuit 2012/13 und wurde von Badminton Europe als "International Challenge" kategorisiert.

## Austragungsort
- Sportoase Philipssite, Philipssite 6

## Finalergebnisse
| Disziplin    | Sieger                       | Finalist                               | Ergebnis                   | Dauer |
| ------------ | ---------------------------- | -------------------------------------- | -------------------------- | ----- |
| Herreneinzel | Andre Kurniawan Tedjono      | Dicky Palyama                          | 17:21 21:8 21:13           | 0:50  |
| Dameneinzel  | Sashina Vignes Waran         | Karin Schnaase                         | 15:21 24:22 17:9 (Aufgabe) | 1:06  |
| Herrendoppel | Adam Cwalina Koen Ridder     | Marcus Ellis Paul van Rietvelde        | 21:18 21:17                | 0:40  |
| Damendoppel  | Selena Piek Iris Tabeling    | Johanna Goliszewski Judith Meulendijks | 24:22 21:18                | 0:33  |
| Mixed        | Marcus Ellis Gabrielle White | Chris Langridge Heather Olver          | 9:21 21:10 21:17           | 1:03  |